# Шершнівка
Ше́ршнівка —  село в Україні, в Лубенській громаді Лубенського району Полтавської області. Населення становить 602(інформація не актуальна) осіб.

## Географія
Село Шершнівка знаходиться на лівому березі річки Сула, вище за течією на відстані 3 км розташоване село Войниха, нижче за течією на відстані 0,5 км розташоване село Єрківці, на протилежному березі - село В'язівок. Річка в цьому місці звивиста, утворює лимани, стариці та заболочені озера.бабуся

## Історія
За Гетьманщини село Шершнівка входило до 2-ї Лубенської сотні Лубенського полку. 
Зі скасуванням полково-сотенного устрою на Лівобережній Україні село перейшло до Лубенського повіту Київського намісництва.
У ХІХ ст. Шершнівка перебувала у складі Засульської волості Лубенського повіту Полтавської губернії.
Станом на 1946 рік до Шершнівської сільської ради Покровсько-Багачанського району входили також хутори Балгани, Назарівка та Пампуринці.
Шершнівська сільська рада існувала до 2016 року. Після чого, до 2020 р., Шершнівка була у складі Засульської сільської громади, а вже після її скасування перейшла до Лубенської територіальної громади.
12 червня 2020 року, відповідно до розпорядження Кабінету Міністрів України № 721-р «Про визначення адміністративних центрів та затвердження територій територіальних громад Полтавської області», село увійшло до складу Лубенської міської громади.
19 липня 2020 року, в результаті адміністративно - територіальної реформи та ліквідації Лубенського району(1923-2020), село увійшло до складу новоутвореного Лубенського району.

## Економіка
- ТОВ «Тамара-К».

## Об'єкти соціальної сфери
- Школа І-ІІ ст. (не працює з 2016 року)
- Сільський будинок культури
- Медпункт (даних про роботу немає)
- Три продуктових магазини : Рукавичка,Продукти,Крамниця місцевих підприємців.

## Населення
Згідно з переписом УРСР 1989 року чисельність наявного населення села становила 725 осіб, з яких 299 чоловіків та 426 жінок.
За переписом населення України 2001 року в селі мешкало 597 осіб.

### Мова
Розподіл населення за рідною мовою за даними перепису 2001 року:
| Мова       | Відсоток |
| ---------- | -------- |
| українська | 96,84 %  |
| російська  | 2,49 %   |
| молдовська | 0,33 %   |
| вірменська | 0,17 %   |